# واکر (میشیگان)
واکر، میشیگان (به انگلیسی: Walker, Michigan) یک شهر در ایالات متحده آمریکا با جمعیت ۲۳٬۵۳۷ نفر است که در میشیگان واقع شده‌است.

## موقعیت جغرافیایی
موقعیت جغرافیایی شهرها و مناطق اطراف به شرح زیر است: